# Родионов, Павел Николаевич
Павел Николаевич Родионов (29 июня 1931, Буньково, Ивановский район, Ивановская Промышленная область, СССР — 30 октября 2001, Екатеринбург, Россия) — Герой Социалистического Труда (1975), начальник комплексного участка Уральского электромеханического завода.

## Биография
Родился 29 июня 1931 года в селе Буньково Ивановского района Ивановской промышленной области.
В 1949—1950 годах учился в Ивановском индустриальном техникуме и по окончании был направлен в Свердловск на «Завод №333» (ныне ФГУП «УЭМЗ» Госкорпорации Росатом).
Свою трудовую деятельность начал в должности техника-лаборанта Уральского электромеханического завода в 1950 году, затем мастером участка с 1951 года, старшим мастером-начальником комплексного участка с 1962 года.
После выхода на пенсию в 1996 году проживал в Екатеринбурге, был членом Совета ветеранов завода.
Скончался 30 октября 2001 года, похоронен на Восточном кладбище Екатеринбурга.

## Награды
За свои достижения был награждён:
- 26.04.1971 — орден Трудового Красного Знамени;
- 08.09.1975 — звание Герой Социалистического Труда с золотой медалью Серп и Молот и орден Ленина «за выполнение плана и повышенных социалистических обязательств по выпуску специальной продукции, внедрение новой техники и передовой технологии».